# Бобков, Борис Назарович
Бори́с Наза́рович Бобко́в (14 мая 1911, Смоленская губерния — 14 февраля 1989, Москва) — советский военно-морской деятель, контр-адмирал (1958), начальник Разведки Военно-Морского Флота СССР (1953—1965).

## Биография
Родился 14 мая 1911 года в деревне Бабаево Юхновского уезда Смоленской губернии (ныне Юхновского района Калужской области) в бедной крестьянской семье. В 1929 году окончил Юхновскую школу.
На службе в Военно-Морском флоте — с 1933 года. Окончил Военно-морское училище имени М. В. Фрунзе (1933—1937), Училище подготовки командиров штабной службы ВМФ (1943), Академические курсы офицерского состава при Военно-Морской Академии имени К. Е. Ворошилова (1948—1949).
Службу проходил: военком подводной лодки «Щ-306» (1937—1939), военком подводной лодки «С-7» (1939), военком дивизиона подводных лодок (1939—1940), военком бригады подводных лодок (1940—1941) Балтийского флота. Участник войны с Финляндией.
Во время Великой Отечественной войны: военком разведывательного отдела штаба Балтийского флота (09.1941—10.1942), в распоряжении командующего Балтийским флотом (10.1942—01.1943), заместитель начальника (11.1943—07.1944) и начальник (07.1944—12.1945) разведывательного отдела штаба Амурской военной флотилии.
После Великой Отечественной войны: начальник разведывательного отдела штаба Тихоокеанского флота (12.1945—01.1947), начальник разведывательного отдела штаба 5-го ВМФ (01.1947—10.1948), заместитель начальника отдела (01.—03.1950), начальник 1-го направления (03.1950—09.1952), начальник 3-го управления (09.1952—05.1953) 2-го Главного управления Морского Генерального штаба, начальник 2-го отдела Главного штаба ВМС — начальник Разведки ВМС (05.1953—09.1956), начальник Разведки ВМФ Главного штаба ВМФ (09.1956—12.1960), начальник Разведки ВМФ (12.1960—07.1965), в распоряжении Главного Разведывательного управления Генерального штаба Вооружённых Сил (07.1965—10.1968).
В октябре 1968 года уволен в запас.
Умер в Москве 14 февраля 1989 года.

## Награды
- орден Красного Знамени (1940),
- орден Красного Знамени (1945),
- орден Красного Знамени (1953),
- орден Отечественной войны I степени (1985),
- орден Красной Звезды (1949),
- медали,
- именное оружие (1961).